# 自治市鎮
自治市鎮（英語：Borough），或稱自治城镇、自治市、自治镇，是英語圈国家常見行政区划，特別是英國以及北美洲等國。

## 英语国家的自治市镇
自治市镇（英語：Borough）在印欧语系（尤其使用拉丁字母的日耳曼语族、罗曼语族）是同源词，原解作“堡地”。
- 英国：
  - 现在英格兰、威尔士、北爱尔兰地名中的自治市镇Borough不一定是有行政权的地方政府，可能只是英国皇室授予的荣誉地区。以前在英格兰，自治市镇Borough会用于不同等级的行政区划，比如郡自治市镇（County Borough）、都市自治市镇（Metropolitan Borough）或倫敦自治市镇（London Borough）。
  - 在苏格兰，自治市Burghs有类似英格兰自治市Borough的用法。但是英国皇室已经不再授予新自治市“Burghs”。
- 在加拿大、澳大利亚和一些英帝国殖民地或已独立的旧殖民地，“Borough”常用于地名。
- 在美国的一些州，自治市镇具有和城市或市镇（town or municipal）同等或相似的地位，拥有自己的政府机关和执法机构（在美国大部分州，最低一级的镇区（township）和无建制地区（unorganized area）属于县政府直接管理的地区，城市、市镇有自己的行政建制）。一些自治市镇虽然已经升格为城市，但仍然保留了自治市镇的称号，不过被简化为Boro，比如北卡罗来纳州的格林斯博罗（Greensboro, NC）。

## 马来西亚
在马来西亚，自治市即为市政厅或市政局。